# Bombay Chronicle

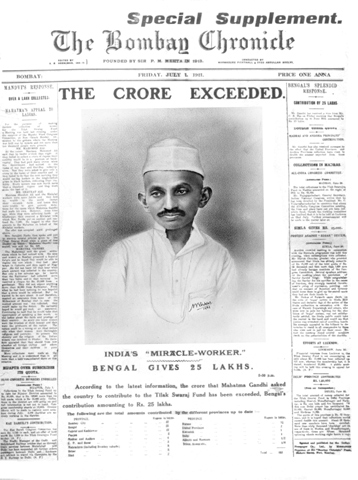
Voorpagina met artikel over Mahatma Gandhi.

Bombay Chronicle was een Engelstalig dagblad in India, gepubliceerd in Mumbai. 
De krant werd in 1910 begonnen door Sir Pherozeshah Mehta, een advocaat die tijdens zijn leven onder meer president van het Indian National Congress was. Het was in die tijd een belangrijke Indiase nationalistische krant, waarin over de politieke ontwikkelingen van het India van vóór de onafhankelijkheid werd bericht. De krant werd in 1959 stopgezet.